# André Braun
André Braun, född 1 maj 1944, är en luxemburgsk bågskytt. Han deltog vid olympiska sommarspelen 1980 och 1984.